# Армандо Пескаторі
Армандо Пескаторі (італ. Armando Pescatori, 11 лютого 1884, Парма - 23 серпня 1957, Рим) — італійський генерал.

## Біографія
Армандо Пескаторі народився 11 лютого 1884 року у Пармі. У 1904 році вступив до Військової академії в Модені, яку закінчив у 1907 році у звання молодшого лейтенанта і був призначений в 4-й піхотний полк.
5 вересня 1910 року отримав звання лейтенанта. Брав участь в італійсько-турецькій війні (1911-1912), за що був нагороджений однією срібною та двома бронзовими  медалями «За військову доблесть».
Після повернення до Італії Армандо Пескаторі отримав звання капітана. Брав участь у Першій світовій війні у складі 3-го піхотного полку. Отримав звання майора, командував батальйоном 221-го піхотного полку. За участь у битві при Вітторіо-Венето був нагороджений другою срібною медаллю «За військову доблесть».
Після закінчення війни ніс службу у генеральному штабі армії. Протягом 1920-1921 років пройшов навчання у Військовій школі (італ. Scuola di guerra dell'esercito) в Турині. Надалі ніс службу в Північній Африці, де командував батальйоном 48-го піхотного полку. У 1928 році отримав звання лейтенант-полковника і повернувся до Італії і ніс службу в армійському корпусі в Болоньї. 
У 1931 році отримав звання полковника. Протягом 1931-1934 років був інструктором з колоніальних операцій у Військовій школі в Турині. Протягом 1934-1937 років командував 90-м піхотним полком.
У травні 1937 року Армандо Пескаторі повернувся до Киренаїки, де ніс службу у 62-й піхотній дивізії, яка базувалась у Тобруці. 1 липня того ж року отримав звання бригадного генерала. 10 квітня 1939 року був переведений до складу Вищого командування збройних сил у Північній Африці (італ. Comando superiore Forze armate dell'Africa Settentrionale) у Триполі.
1 березня 1940 року був призначений командувачем 2-ї лівійської дивізії.
Незабаром після вступу Італії у Другу світову війну, у липні 1940 року Армандо Пескаторі отримав звання дивізійного генерала. Брав участь в Італійському вторгненні до Єгипту.
10 грудня під час британського контрнаступу Армандо Пескаторі потрапив до полону. Він був відправлений до Індії, у табір для військовополонених вищих офіцерів у місті Деградун, де перебував до 1945 року. Після повернення до Італії був нагороджений Військовим орденом Італії та отримав звання корпусного генерала.
Протягом 1947-1950 років був президентом Клубу офіцерів (італ. Circolo Ufficiali). Помер у Римі 23 серпня 1957 року.

## Нагороди
- Офіцер Військового ордена Італії
- Срібна медаль «За військову доблесть» (два нагородження)
- Бронзова медаль «За військову доблесть» (три нагородження)
- Офіцер Ордена Корони Італії
- Командор Ордена Корони Італії
- Пам'ятна медаль італійсько-турецької війни 1911—1912
- Пам'ятна медаль Італо-австрійської війни 1915—1918 з чотирма зірками
- Медаль Перемоги
- Пам'ятна медаль на честь об'єднання Італії.